# ФК Честър
Честър ФК е английски футболен клуб, създаден от феновете в град Честър.
Клубът е учреден през 2010 г. след разформироването на ФК Честър Сити. Отборът играе домакинските си мачове на Дева Стейдиъм. През първия сезон от създаването си отборът играе в Северна Висша лига - дивизия 1 Север. Те печелят първо място в дивизията през встъпителния си сезон и сега се състезават в Северна Висша лига – премиерна дивизия.

## История

### Предистория
Оригиналният Честър ФК е създаден през 1885 г. и се присъединява към футболната лига през 1931 г. През 1983 г. те променят своето име на ФК Честър Сити. През 2000 г. отборът изпада във Футболната конференция. През 2004 отбора печели конференцията и получава промоция да се завърне във футболната лига. Следва ново изпадане в конференцията през 2009 придружено с финансови затруднения за тима. Последва труден сезон, през който отбора се бори с финансови и игрови затруднения. На 10 март 2010 отбора е окончателно разформирован.
City Fans United (CFU) се сформира през октомври 2009, поради нарастващо недоволство на феновете поради финансовите затруднения. Организацията призовава за бойкот на ФК Честър Сити, след което организират протест довел до прекратяването на мача с Иистбърн Боро през ноември 2009. Групата започва подготовка за сформирането на нов клуб за следващия сезон, през февруари 2010. Седмици след това е обявен краят на ФК Честър Сити.
След официалното разпадане на ФК Честър Сити се провежда гласуване, с което да се избере име за новия отбор. В него участват над 1000 фенове и с мнозинство от 70% е избрано името Честър ФК (както се е казвал отбора през първите 98 години от съществуването си).

### Начало
Честър ФК за пръв път се състезава през сезон 2010/2011. Първоначално ФА решава да постави отбора в Северозападна Регионална Лига Premier Дивизия. Това решение е обжалвано от клуба. На 18 юли 2010, ФА излиза с решение да постави клуба лига по нагоре в Северна Висша лига – премиерна дивизия, което е 8-ото ниво на английския футбол. Клубът е официално създаден на 20 май 2010, когато Нийл Янг и Гари Джонс са публично представени като мениджър и асистент в клуба.

### Първи сезон
Първият мач на клуба в лигата е на 24 август 2010, гостуване срещу Уарингтн Таун. Първият гол за новия отбор отбелязва Роб Хопли още в 6-а минута, но въпреки това мачът завършва 1-1. Честър играе първият си домакински мач срещу Трафорд и печели с 6-0, хеттрик отбелязва Майкъл Уаилд. През септември тимът записва пъравта си загуба с 2-1, като домакини на Чорли.
Сините се изкачват на върха в тяхната дивизия за пръв път през октомври след победа с 2-1. През март същият сезон те побеждават своя директен съперник за промоция Скилмърсдейл и са на върха с преднина от 12 точки. Поредица от равни мачове и загуба стопява преднината им на само една точка на 16 април. Отбора си осигурява титлата в първия си сезон, през последния мач въпреки поражени от Графорт Таун. Шампионатът е спечелен по голова разлика.

### Сезон 2011/2012
След промоцията в по-горна дивизия формата на Честър е променлива, с две загуби в първите си 6 мача. Въпреки това играта им се стабилизира, особено в защита. През септември те изиграват 7 мача без да допуснат гол. Това е рекорд в историята на ФК Честър Сити/Честър ФК със 781 минути в 8 мача без допуснат гол.
Въпреки колебливите игри в началото Честър играе силно през ноември и декември, което ги изкачва на предни места в таблицата.
През календарната 2011 година Честър остава непобеден в домакинствата си.

## Емблема и цветове

### Емблема
Емблемата на отбора е създадена от Мартин Хъксли, графичен дизайнер от града и фен на сините. Той описва символите от герба по следния начин: Вълкът датира от времената на Уилям Завоевателя, когато неговия племенник Хю д'Авранш е назначен за граф на Честър. Той получава прякора 'Lupos', което в превод от латински значи 'Вълк'. Короната показва, че Честър е кралски град. Закчка е, неяснотата дали листата са лавър, признат символ на победата или дъб, значимо (и често срещано) дърво в Честър. Дъбът отдавна се използва в герба на Чейширския полк, правейки препратка към спасяването на живота на крал Джордж II, под дъб, през Битка при Детинген (1843).
Талисман на отбора е приятелски настроеният вълк, наречен "Биг Лупос (Big Lupos)".

### Цветове
Футболистите играят с фланелки на сини и бели раета, черни шорти и синьо-бели чорапи. Традиционните цветове на ФК Честър Сити.

## Успехи

### В лигата
- Северна Висша лига – дивизия 1 Север
  - Шампион – сезон 2010-11

### Други
- Supporters Direct Cup
  - Шампион – 2011

## Рекорди
- Най-голяма посещаемост на мач: 3560 срещу Нантуич Таун, 2 януари 2012
- Най-голяма победа: 6-0
- Най-голяма загуба: 4-1
- Голмайстор: Майкъл Уаилд – 43 гола (38 в лигата, 5 за купи)
- Най-много мачове за клуба: Джордж Хоран – 78